# Asparagina
L'asparagina (també anomenada Asn o N) és un dels vint aminoàcids que constitueixen les proteïnes. Té un grup carboxamida a la seva cadena lateral: concretament, és la ß-amida de l'àcid aspàrtic. Pot ésser codificat pels codons AAC o AAU.
L'única forma d'aquest aminoàcid que es troba present en les proteïnes dels mamífers és la L-asparagina. És important fer èmfasi en el fet que l'asparagina és un aminoàcid no essencial i, per tant, pot ésser sintetitzada a partir d'intermediaris en el metabolisme humà, sense necessitat d'ingerir-la en la nostra dieta.

## Història
El químic francès Louis-Nicolas Vauqelin fou, l'any 1806, la primera persona a aïllar l'asparagina en forma cristal·lina i a partir de suc d'espàrrec, que conté una gran quantitat d'aquesta molècula. Així, l'asparagina es va convertir en el primer aminoàcid a ésser aïllat. Nogensmenys, el descobriment de l'asparagina no va ser reconegut a nivell mundial, vist que faltava evidència per ser-ho.
Posteriorment, el 1809, un altre químic francès, Pierre Jean Robiquet, va trobar en la regalèssia una substància amb característiques similars a l'asparagina. No fou fins a l'any 1828 que es va descobrir que aquesta substància era, en realitat, la mateixa asparagina.
De fet, no va ser fins a la dècada de 1930 que l'asparagina va ser totalment descrita.
L'olor característica de l'orina dels individus després d'haver ingerit espàrrecs es va atribuir durant molts anys a diversos bioproductes metabòlics de l'asparagina.
Tot i això, el 1891, Marceli Nencki exposà que la substància responsable de l'olor era el metanetiol. Més tard, la recerca de Robert White el 1975 va indicar que els responsables eren diversos tioèsters.
Pel que fa a l'etimologia, el nom asparagina deriva del grec: ἀσπάραγος I –ïn (que significa substància).

## Estructura
La majoria dels aminoàcids solen tenir dos isòmers possibles: D i L.
Els L aminoàcids representen la major part dels aminoàcids que es troben a les proteïnes. S'anomenen aminoàcids proteïnògens. Com el seu nom diu, aquests aminoàcids estan codificats pel codi genètic i participen en el procés de síntesi de les proteïnes. En el cas de l'asparagina, només el L-estereoisòmer està involucrat en la síntesi de proteïnes dels mamífers.

## Química
Es tracta d'un aminoàcid polar i no hidròfob.
Tots els aminoàcids dels pèptids i de les proteïnes (excepte la prolina) tenen un grup funcional àcid carboxílic (-COOH) i un grup amino (-NH2) units al mateix carboni tetraèdric, també anomenat carboni alfa. El grup radical (-R), que és els que diferencia un aminoàcid dels altres, també es troba unit al carboni alfa. El quart enllaç del carboni és amb un àtom d'hidrogen.
L'asparagina és un aminoàcid polar i sense càrrega, la qual cosa significa que té cadenes hidròfiles sense càrrega. Existeixen altres cinc aminoàcids amb aquesta mateixa propietat:
- L'asparagina i la glutamina són derivats sense càrrega de l'àcid aspàrtic i de l'àcid glutàmic, respectivament, i a més a més, presenten un grup carboxamida en lloc d'un àcid carboxílic.
- La serina, la treonina i la tirosina tenen grups alcohol (-OH) adherits a la seva cadena lateral.
- La cisteïna té un grup sulfhidril molt reactiu.

El fet de ser un aminoàcid polar implica que, normalment, l'asparagina es trobi en la superfície de les proteïnes, exposada al medi aquós amb el que pot interactuar. D'una manera similar, la seva polaritat facilita el fet que aquest aminoàcid pugui estar freqüentment involucrat en processos d'activació de proteïnes o en llocs d'unió d'aquestes, a causa de l'afinitat entre la cadena lateral polar i altres àtoms polars o carregats.
El grup carboxamida de l'asparagina no està carregat elèctricament a pH fisiològic. Aquest grup és fàcilment hidrolitzable, de manera que l'asparagina passa a àcid aspàrtic o aspartat.
L'asparagina tendeix a formar ponts d'hidrogen perquè el seu grup amida pot donar o acceptar hidrògens amb facilitat.
Una reacció entre l'asparagina i sucres reductors o grups carbonils reactius produeix acrilamida (un compost que es sospita que pot implicar riscs per la salut), en els aliments quan aquests són escalfats per sobre d'una determinada temperatura. Aquest producte es pot trobar en aliments com les patates fregides, el pa torrat o el cafè torrat.

### Característiques químiques bàsiques
- La seva fórmula molecular és H2N-CO-CH2-CH(NH2)-COOH o, de manera més general, C4H8N2O3.
- La seva massa molar és de 132,12 g mol−1
- Aparença: cristalls ortoròmbics blancs
- El nom de la IUPAC per l'asparagina és: (2S)-2, 4-Diamino-4-oxobutanoic àcid.
- El seu punt de fusió és de: 234 °C.
- El seu punt d'ebullició és de: 438 °C.
- Solubilitat: en aigua és de 20g/L a 20 °C de temperatura. És pràcticament insoluble en metanol, etanol, èter i benzè, però soluble en àcids (dissolvents polars)
- La seva densitat és de 1.543 g/cm3
- Acidesa: pKa = 2.02 (carboxil) i el pKb = 8.80 (amino).
- Altres noms per designar l'asparagina són: (S)-2-Aminosuccinic acid 4-amide, alpha-Aminosuccinamic acid, L-Aspartic acid 4-amide, (2S)-2-Amino-3-carbamoyl-propanoic àcid.[5]

### Fonts en la dieta

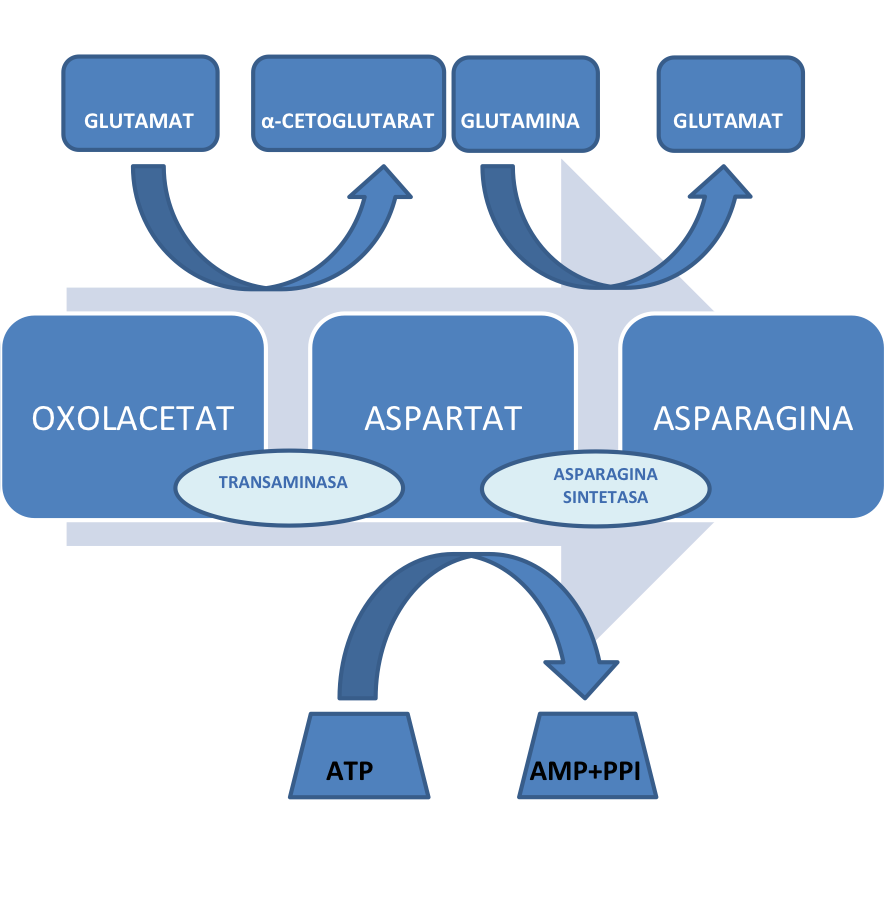
Biosíntesi de l'asparagina.